# Ivan Sharrock
Ivan Sharrock (St Austell, 17 de julho de 1941) é um sonoplasta britânico. Venceu o Oscar de melhor mixagem de som na edição de 1988 por The Last Emperor, ao lado de Bill Rowe.